# 標準英語
標準英語（英語：Standard English，縮寫為）是指在主要以英语为通用语或官方语言的国家和地区被認定為具標準語地位的英語。

## 定义
英語没有专门机构（其他语言的例子有中国国家语委、西班牙皇家学院、荷兰语联盟）规范，母语范围又非常广泛，因而不存在严格和统一的标准。然而，在英格蘭（或扩大到英联邦），公認發音可能被認為是（语音方面的）標準英語；在蘇格蘭是蘇格蘭英語；在美國是通用美式英语。BBC的广播员、BBC Learning English 或英国君主的英语往往被认为是最“标准”的英语。
以英语作为第二语言的学习者通常学习在英国和美国的最通用和流行的英语——英式英语和美式英语。

## 示例

### 拼写
以下句子的非标准拼写为斜体、标准拼写为粗体：
非标准英语：I wanna write. i gonna write. I did wrote. U r reading. Thx 4 watching. im using wikipedia. Idk!? HAGD!
标准英语：I want to write. I'm/I am going to write. I wrote. You are reading. Thanks for watching. I'm/I am using Wikipedia. I don't know! Have a good day!
| 标准   | 非标准 |
| ------ | ------ |
| youth  | yoof   |
| thanks | thx    |
| you    | u      |

## 其他语言的例子
- 现代标准汉语（普通话）/ 中华民国国语[註 2]
- 标准德语
- 韩国标准语 / 朝鲜文化语